# مارغن
مارغن به چوبدستی‌ای گفته می‌شود که در ایران باستان و در نزد زرتشتیان برای کشتن خرفستران استفاده می‌شده‌است.
به نقل از دهخدا مارغن عصائی که بر سر سیخی دارد. در منابع دیگر آمده است که مارغن چوبی بود که بر سر آن تکه چرمی بود و بهدینان همواره آنرا در دست داشتند.

## تاریخچه
«پیدا است که هر بهدینی یکی غن باید داشتن که خرفستران و گناهکاران را بدان زند و کشد تا کرفه مندتر شود.» (فرنبغ دادگی، ۱۲۱–۱۲۰ :۱۳۸۰)
شباهتهایی بین درفش کاوه و مارغن بهدینان وجود دارد.